# امبیا، ایهاسی
امبیا، ایهاسی (به لاتین: Ambia, Ihosy) یک سکونتگاه مسکونی در ماداگاسکار است که در ایهورومبه واقع شده‌است.

## خصوصیات
امبیا ۵٬۰۰۰ نفر جمعیت دارد و ۶۹۹ متر بالاتر از سطح دریا واقع شده‌است.